# 扎什利亞霍姆
49°50′15″N 25°45′54″E / 49.83750°N 25.76500°E
扎什利亞霍姆（烏克蘭語：Зашляхом），是烏克蘭的村落，位於該國西部捷爾諾波爾州，由克列梅涅茨區負責管轄，始建於1964年，面積0.3平方公里，2001年人口53，人口密度每平方公里176.7人。